# Cubbie Roo's Castle
Cubbie Roo's Castle, gebouwd rond 1145, vermoedelijk het oudste stenen kasteel in Schotland, bevindt zich op Wyre, een van de Orkneyeilanden.

## Geschiedenis
Het kasteel is genoemd naar de bouwer, de Noorse hoofdman Kolbein Hruga, wiens naam later verbasterd werd tot Cubbie Roo. Het stenen fort van deze hoofdman wordt al genoemd in de Orkneyinga Saga. Het zou kunnen dat Kolbein Hruga een belastinginner was van de Noorse koning en dat hij daarom zo'n sterk kasteel moest bouwen. In Haakons Saga wordt vermeld hoe het kasteel minstens één belegering goed heeft doorstaan, toen de moordenaars van graaf Jon Haraldson zich in 1231 zich in het kasteel hadden teruggetrokken om veilig te zijn voor de familieleden van de graaf.

## Bouw
Het kasteel, gelegen op een heuvel, bestaat uit een simpele, rechthoekige, stenen toren met muren van 1,7 meter dik. De overgebleven muren zijn zo'n twee meter hoog. Origineel bestond de eerste verdedigingslinie uit een greppel van twee meter diep, omringd door aardwerken. Een soort stenen brug overspande de greppel. De tweede linie bestond uit een stenen muur met een brede basis van 2,2 meter, waarvan thans slechts 1,2 meter over is. In de nu nog staande toren bevindt zich geen deur. Dit doet vermoeden dat de originele deur zich hoger bevond, wellicht op de eerste verdieping. Archeologisch onderzoek uit de jaren dertig wees uit dat het kasteel minstens vijf bouwfasen heeft gekend. De latere bebouwing ging ten koste van de stenen verdediging, die toen blijkbaar minder van belang was.

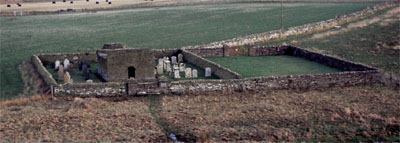
St Mary's Chapel op Wyre

De aan de voet van de heuvel gelegen St Mary's Chapel stamt uit dezelfde eeuw, en is vermoedelijk door Kolbein Hruga of zijn zoon Bjarni the Poet, die bisschop van Orkney was, gebouwd.

## Beheer
Cubbie Roo's Castle wordt beheerd door Historic Environment Scotland. De ruïne is vrij toegankelijk gedurende het hele jaar, al kan de toegang modderig zijn.